# Песко Фарезе (Кампобасо)
Песко Фарезе је насеље у Италији у округу Кампобасо, региону Молизе.
Према процени из 2011. у насељу је живело 106 становника. Насеље се налази на надморској висини од 728 м.